# 坦納·史考特
坦納·亞歷山大·史考特（英語：Tanner Alexander Scott，1994年7月22日—），為美國職棒大聯盟的投手，目前效力於洛杉磯道奇。他先前曾效力於金鶯、馬林魚與教士等隊。

## 職業生涯

### 巴爾的摩金鶯
2014年美國職棒大聯盟選秀，史考特在第6輪被金鶯選中。首年他在小聯盟僅投出1勝5敗，防禦率6.26。隔年，他在小聯盟拿下4勝3敗，防禦率3.83。2016年，他在高階1A和2A共拿下5勝4敗，防禦率4.76。2017年，他在2A吞下2敗，但防禦率僅2.22。9月17日，他跳過3A直升大聯盟。
2018年，史考特從3A開季。這年他幾乎都是短暫上大聯盟後，便被下放3A。整季他斷斷續續出賽53場比賽，投出76次三振。
2019年，史考特僅出28場比賽，防禦率4.78。2020年，他在縮水賽季出賽25場比賽，繳出驚人的1.31防禦率。2021年，他的防禦率暴漲到5.17。

### 邁阿密馬林魚
2022年4月3日，金鶯將史考特和Cole Sulser交易到馬林魚，換來2022年的B輪選秀權、兩名小聯盟新秀和一名日後指定球員。
2023年1月13日，史考特與馬林魚簽下一年延長合約。同年，他在9月和10月都獲選為國聯單月最佳後援投手。

### 洛杉磯道奇
2025年4月6日，史考特登板救援，面對3名打者僅用3球奪救援成功，大聯盟數據專家朗斯指出，他是自1988年開始計算用球數以來，史考特是第5位達成此成就的投手。

## 外部連結
- 球員資訊和成績在MLB，ESPN，Baseball-Reference，Fangraphs（英文）